# Bill Holman (musicista)
Willis Leonard Holman, conosciuto come Bill Holman (Orange (California), 21 maggio 1927 – Los Angeles, 6 maggio 2016) è stato un arrangiatore, compositore, sassofonista e bandleader statunitense.

## Biografia
Prolifico arrangiatore, ha lavorato anche come strumentista per l’orchestra di Stan Kenton negli album da lui arrangiati New Concepts of Artistry in Rhythm, Kenton Showcase, The Kenton Era, Contemporary Concepts, Back to Balboa Road Show.
 
Appartenente alla scena jazz californiana denominata  West Coast, ha suonato con Shorty Rogers, Shelly Manne, Conte Candoli,  Mel Lewis. In seguito ha formato e condotto da bandleader  una sua band, utilizzata in diverse produzioni discografiche.
Come arrangiatore e direttore d’orchestra ha lavorato con nomi illustri del jazz come Louie Bellson, Count Basie, Woody Herman, Bob Brookmeyer, Buddy Rich, Gerry Mulligan, Doc Severinsen. Ha composto per cantanti come Anita O'Day, Sarah Vaughan, Tony Bennett, Mark Murphy, Carmen McRae, Judy Garland, Ella Fitzgerald, Mel Tormé, Peggy Lee, Michael Bublé, June Christy, The Fifth Dimension e Natalie Cole (contribuendo con i suoi arrangiamenti alla vincita della cantante di più Grammy per l'album Unforgettable... with Love e successivamente per i CD Take a Look e Still Unforgettable. Ha composto anche le colonne sonore dei film  Swamp Woman (1956), Get Outta Town (1959) e Three on a Coach (1966).
Nella sua carriera Holman ha ricevuto 16 Grammy nomination (tra i quali spicca Brilliant Corners - The Music of Thelonious Monk, Bill Holman Band 1998).  Ha vinto tre Grammy Awards: "Migliore arrangiamento strumentale perTake the "A" Train di  Doc Severinsen and the Tonight Show Orchestra (1987); "Migliore composizione strumentale" per A View from the Side, Bill Holman Band (1995); migliori  arrangiamenti strumentalei di Straight, No Chaser,  Bill Holman Band (1997). È stato votato "Migliore arrangiatore" dal JazzTimes Readers' Poll quattro volte e ha ricevuto per tre volte l'award "Arrangiatore dell'anno" dalla rivista statunitense di jazz DownBeat.
Nel 2010 ha ricevuto la "NEA Jazz Masters Award".
Morte
Bill Holman è morto il 6 maggio 2024 all'età di 96 anni nella sua casa sulle colline di Hollywood (Los Angeles).